# Bitwa pod Zutphen
Bitwa pod Zutphen – jedno ze starć wojny osiemdziesięcioletniej. Stoczona 22 września 1586 roku, pod murami Zutphen, w Niderlandach. Wzięły w niej udział niewielkie siły Zjednoczonych Prowincji i wspomagających je Anglików z jednej strony i wojska hiszpańskie pod wodzą Aleksandra Farnese, księcia Parmy, który zmierzał do uwolnienia oblężonego hiszpańskiego garnizonu Zutphen, z drugiej.
W roku 1585 Robert Dudley, hrabia Leicester przybył na czele 6-tysięcznego korpusu ekspedycyjnego do Niderlandów, gdzie Holendrzy dali mu niemal dyktatorską władzę. Wybór okazał się jednak nietrafny, czego dowodem było niemrawo prowadzone przezeń oblężenie.
Gdy nadciągnęły siły hiszpańskie doszło do gwałtownego starcia, w którym zginął m.in. utalentowany angielski arystokrata Philipa Sidney, siły anglo-holenderskie zostały rozbite, a Dudley w kilka miesięcy później wrócił do Anglii. Miasto Zutphen dostało się w ręce Holendrów dopiero w roku 1591, odbite przez Maurycego Orańskiego.
Bitwa została zapamiętana z powodu szlachetnego uczynku Philipa Sidneya, który leżąc ciężko ranny na pobojowisku oddał swoją manierkę z wodą innemu rannemu mówiąc „Twoja potrzeba jest większa od mojej” (ang. Thy need is greater than mine).